# Rue Nanteuil
La rue Nanteuil est une voie du 15e arrondissement de Paris, en France.

## Situation et accès
La rue Nanteuil est une voie publique située dans le 15e arrondissement de Paris. Elle débute au 19, rue Brancion et se termine au 16, rue Saint-Amand.

## Origine du nom

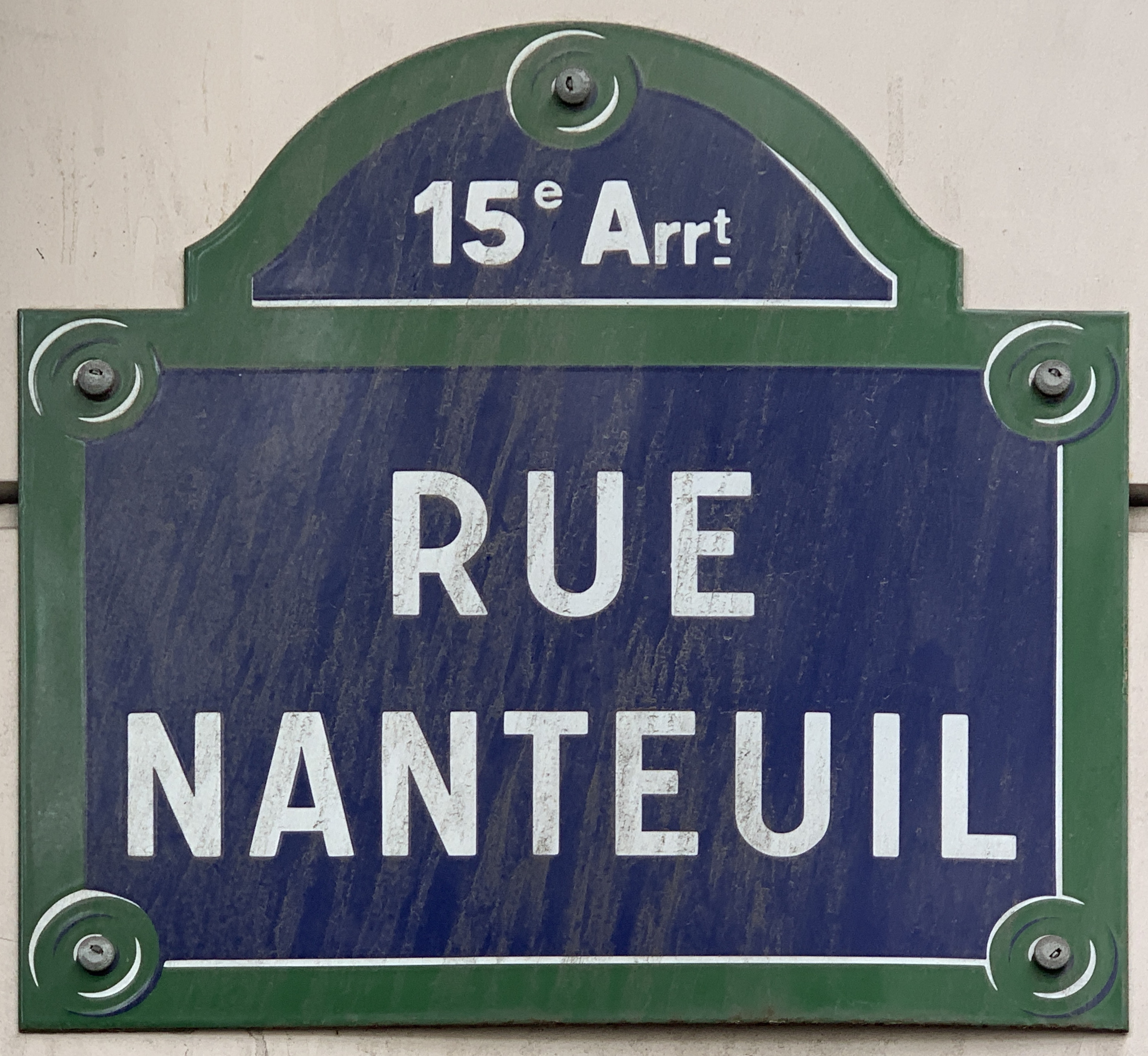
Plaque de la rue.

Elle porte le nom d'un dessinateur et graveur, Robert Nanteuil (1623-1678).

## Historique
Cette rue a été dénommée « passage Vidus » avant 1930. Antérieurement, elle était connue comme « chemin des Bœufs ».

## Bâtiments remarquables et lieux de mémoire
Durant sa campagne en 1978, le COBA (Comité pour le boycott de l'organisation par l'Argentine de la Coupe du monde de football) était localisé au 14, rue Nanteuil.